# Regina von Sachsen-Meiningen
Regina Helene Elisabeth Margarete Prinzessin von Sachsen-Meiningen (* 6. Januar 1925 in Würzburg; † 3. Februar 2010 in Pöcking) war ein Mitglied des Hauses Sachsen-Meiningen und trug nach der Heirat mit dem ehemaligen österreichisch-ungarischen Kronprinz Otto von Habsburg in der Republik Österreich den Namen Regina Habsburg-Lothringen, in der Bundesrepublik Deutschland Regina von Habsburg.

## Leben

### Kindheit und Jugend
Regina war das jüngste von vier Kindern des früheren Erbprinzen Georg von Sachsen-Meiningen (1892–1946) und seiner Frau Klara-Marie Gräfin von Korff genannt Schmising-Kerssenbrock (1895–1992), einer Tochter von Graf Alfred von Korff und der Freiin Helena von Hilgers. Obwohl das Haus Sachsen-Meiningen eigentlich evangelisch-lutherisch war, wurde Regina entsprechend der Konfession ihrer Mutter römisch-katholisch erzogen. Regina wuchs auf der Heldburg in Südthüringen auf. Ihr Vater, der Richter in Meiningen war, starb an ihrem 21. Geburtstag 1946 mit 53 Jahren in sowjetischer Gefangenschaft. Die Mutter flüchtete mit Regina nach Bayern. Dort lernte Regina 1949 in einem Heim für ungarische Flüchtlinge in München, wo sie für die Caritas arbeitete, Otto von Habsburg kennen, Sohn von Kaiser Karl I. von Österreich und Zita Maria delle Grazie von Bourbon, Prinzessin von Parma.

### Heirat und Nachkommen
Am 10. Mai 1951 heirateten Regina und Otto von Habsburg (1912–2011), mit dem Segenswunsch von Papst Pius XII. in der Église des Cordeliers in Nancy, nicht ihrem Wunsch gemäß in Mariazell, da sie nicht nach Österreich einreisen durften. Aus diesem Grund schmückte eine Kopie der Mariazeller Gnadenmutter den Traualtar.
Ab 10. Mai 1954 war ihr ständiger Wohnsitz, gemeinsam mit Otto Habsburg-Lothringen, die Villa Austria in Pöcking am Starnberger See.
Aus der Verbindung gingen sieben Kinder, 22 Enkel und zwei Urenkelkinder hervor:
- Andrea Maria (* 30. Mai 1953 in Würzburg)

⚭ 1977 Karl Eugen Neipperg
- Monika Maria Roberta Antonia Raphaela (* 13. September 1954 in Würzburg)

⚭ 1980 Luis María Gonzaga de Casanova-Cárdenas y Barón, Herzog von Santangelo
- Michaela Maria Madeleine Kiliana (* 13. September 1954 in Würzburg)

⚭ 1984–1994 Eric Alba Teran d’Antin
⚭ 1994 Hubertus Graf von Kageneck
- Gabriela Maria Charlotte Felicitas Elisabeth Antonia (* 14. Oktober 1956 in Luxemburg)

⚭ 1978–1997 Christian Meister
- Walburga Maria Franziska Helene Elisabeth (* 5. Oktober 1958 in Berg am Starnberger See)

⚭ 1992 Archibald Douglas
- Karl Thomas Robert Maria Franziskus Georg Bahnam (* 11. Januar 1961 in Berg am Starnberger See)

⚭ 1993 Francesca, geb. Thyssen-Bornemisza
- Paul Georg Maria Joseph Dominikus (* 16. Dezember 1964 in Berg am Starnberger See)

⚭ 1997 Eilika, geb. Herzogin von Oldenburg

### Spätere Jahre

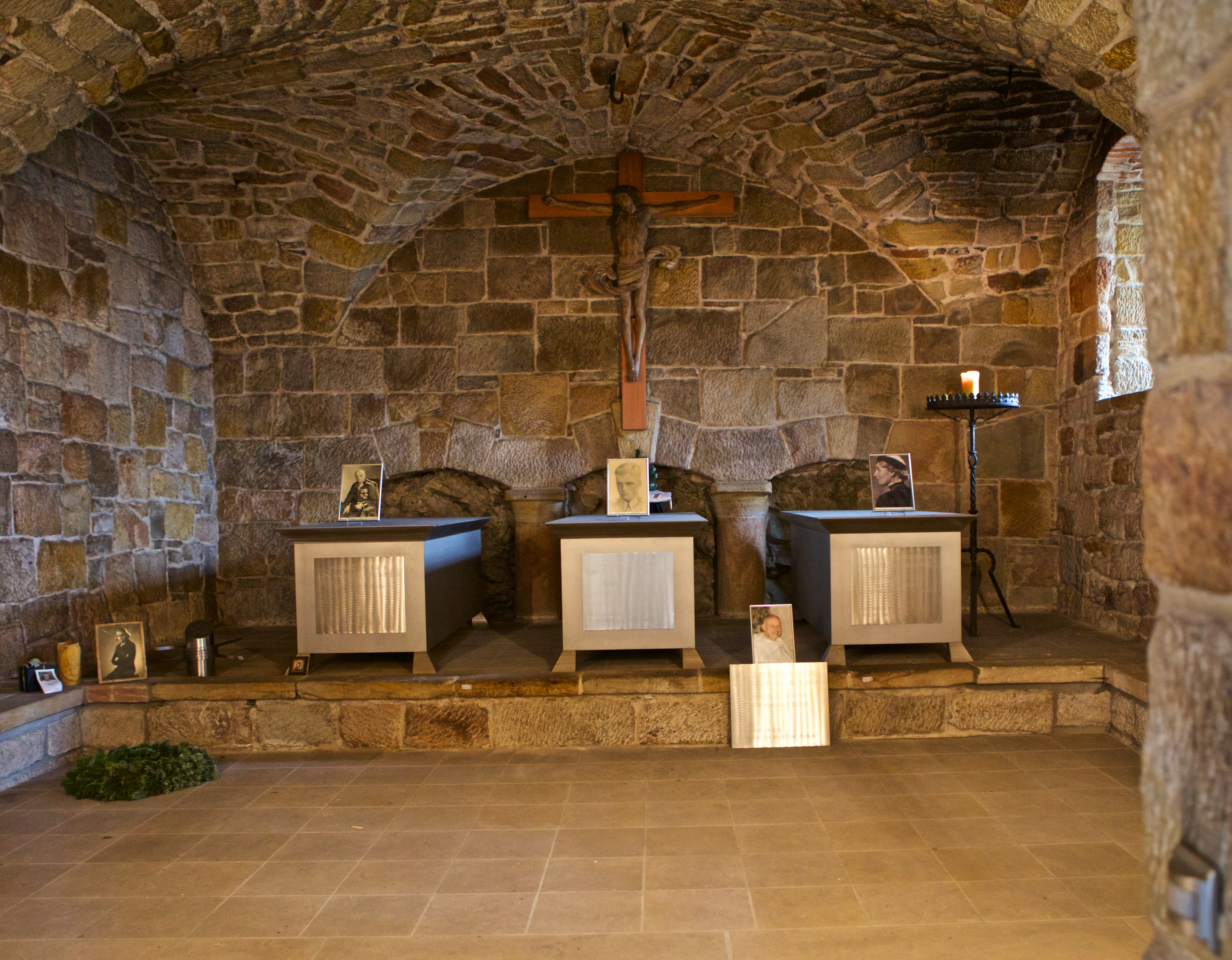
Blick in die Gruft der Veste Heldburg

Am 2. Dezember 2005 erlitt Regina einen Hirnschlag und wurde in ein Hospital von Nancy eingeliefert. Drei Monate später hatte sie sich so gut erholt, dass sie an der feierlichen Überführung der sterblichen Überreste ihrer Mutter und ihres Bruders Anton-Ulrich vom Friedhof in Heldburg (Landkreis Hildburghausen) in die wiederhergestellte Gruft auf der Veste Heldburg teilnehmen konnte.
2007 erhielt Regina 47 Gemälde aus der Stiftung Schloss Friedenstein zurück, die aus der Sammlung ihres Vaters stammten und nach dem Zweiten Weltkrieg in der Sowjetischen Besatzungszone mit dem gesamten Besitz der Familie entschädigungslos enteignet worden waren. Vier der Gemälde bleiben allerdings als Dauerleihgabe auf Schloss Friedenstein in Gotha. Ihr Vater Herzog Georg war 1946 in sowjetischer Gefangenschaft gestorben.
Regina starb am 3. Februar 2010 in Pöcking und wurde am 10. Februar 2010 ebenfalls in der Gruft auf der Veste Heldburg bestattet. Nach dem Tod ihres Ehemanns am 4. Juli 2011 wurde ihr Sarg nach Österreich überführt und am 16. Juli an seiner Seite in der Kapuzinergruft in Wien beigesetzt. Das in einem eigenen Behälter verwahrte Herz Reginas verbleibt weiterhin auf der Veste Heldburg.
Ihr Bruder Friedrich Alfred von Sachsen-Meiningen (1921–1997) verzichtete auf die dynastische Erbfolge und wurde unter dem Ordensnamen Dom Marianus Marck Kartäusermönch.

## Ehrungen
- Ehren- und Devotions-Großkreuzdame des Malteserordens
- Trägerin des Titels Höchste Ordensschutzfrau des Sternkreuzordens
- Großmeisterin des österreichischen Elisabeth-Ordens

Regina teilte sich mit Claus Hipp die Schirmherrschaft über die Münchner Tafel.
Regina zu Ehren ist eine Fuchsiensorte benannt.